# مؤسسة الانتشار العربي
مؤسسة الانتشار العربي هي دار نشر لبنانية، تأسست عام 1997 من قبل عبد الغني ونبيل مروة، في نوفمبر 2022 حازت الدار على جائزة «أفضل دار نشر عربية» التي كانت من ضمن فعاليات معرض الشارقة الدولي للكتاب.